# Międzynarodowa Federacja Softballu
Międzynarodowa Federacja Softballu (ang. International Softball Federation, skrót ISF) – międzynarodowa organizacja pozarządowa, zrzeszająca 127 narodowych federacji softballu.

## Historia
Federacja została założona w 1931 roku jako Amateur Softball Association. W 1952 amatorskie stowarzyszenie zostało przekształcone w Międzynarodową Federację Softballu (ang. ISF - International Softball Federation).
Po wykluczeniu baseballu i softballu z Letnich Igrzysk Olimpijskich w 2005 roku MKOl dokonał reklasyfikacji baseballu i softballu jako dwóch dyscyplin tego samego sportu. Ponieważ wytyczne MKOl wskazywały na konieczność wspólnego rozważenia baseballu i softballu w celu wznowienia w programie olimpijskim, dwie niezależne federacje międzynarodowe wytyczają ścieżkę prowadzącą do pełnego i całkowitego połączenia. W 2012 roku ISF liczyła 127 członków.
14 kwietnia 2013 roku po połączeniu z International Baseball Federation (IBF) powstała World Baseball Softball Confederation (WBSC).

## Kontynentalne Konfederacje
Afryka
- African Baseball and Softball Association (ABSA)

Ameryka
- Pan American Softball Confederation (CONPASA)

Azja
- Softball Confederation Asia (SCA)

Europa
- European Softball Federation (ESF)

Oceania
- Oceania Softball Confederation (OSC)

## Członkostwo
- MKOl
- ARISF
- GAISF
- IWGA

## Mistrzostwa świata
- Mistrzostwa świata w softballu mężczyzn (od 1966 roku).
- Mistrzostwa świata w softballu kobiet (od 1965 roku).
- Puchar świata U-19 w softballu mężczyzn
- Puchar świata U-19 w softballu kobiet
- Puchar świata U-16 w softballu kobiet